# Rugby Europe Trophy 2021-22
El Rugby Europe Trophy o Seis Naciones C de la temporada 2021-2022 fue la quinta edición del tercer torneo en importancia de rugby en Europa por debajo del Seis Naciones y el Championship.
Los tres primeros equipos ascenderán al Rugby Europe Championship 2023 por la expansión del torneo a 8 equipos.

## Posiciones
| Pos. | País     | Encuentros | Encuentros | Encuentros | Encuentros | Tantos  | Tantos    | Tantos     | Puntos Bonus | Puntos |
| Pos. | País     | jugados    | ganados    | empatados  | perdidos   | a favor | en contra | diferencia | Puntos Bonus | Puntos |
| ---- | -------- | ---------- | ---------- | ---------- | ---------- | ------- | --------- | ---------- | ------------ | ------ |
| 1    | Bélgica  | 5          | 4          | 0          | 1          | 149     | 73        | +76        | 5            | 21     |
| 2    | Polonia  | 5          | 4          | 0          | 1          | 139     | 116       | +23        | 1            | 17     |
| 3    | Alemania | 5          | 3          | 0          | 2          | 150     | 95        | +55        | 5            | 17     |
| 4    | Suiza    | 5          | 2          | 0          | 3          | 120     | 117       | +3         | 1            | 9      |
| 5    | Ucrania  | 5          | 1          | 0          | 4          | 63      | 148       | -85        | 1            | 5      |
| 6    | Lituania | 5          | 1          | 0          | 4          | 108     | 177       | −69        | 1            | 5      |

Nota: Se otorgan 4 puntos por victoria, 2 por empate y 0 por derrota.
Puntos Bonus: 1 punto por convertir, al menos, 3 ensayos más que el rival en un partido (BO) y 1 al equipo que pierda por 7 o menos puntos de diferencia (BD).

## Partidos
| 9 de octubre de 2021 | Ucrania | 24 - 27 | Polonia | Yunist Stadion, Lviv |  |
|                      |         | Reporte |         |                      |  |

| 23 de octubre de 2021 | Lituania | 37 - 39 | Ucrania | Regbio stadionas, Šiauliai |  |
|                       |          | Reporte |         |                            |  |

| 30 de octubre de 2021 | Lituania | 16 - 46 | Alemania | Regbio stadionas, Šiauliai |  |
|                       |          | Reporte |          |                            |  |

| 13 de noviembre de 2021 | Polonia | 21 - 16 | Alemania | Narodowy Stadion Rugby, Gdynia |  |
|                         |         | Reporte |          |                                |  |

| 13 de noviembre de 2021 | Suiza | 20 - 28 | Lituania | Complexe sportif Colovray, Nyon |  |
|                         |       | Reporte |          |                                 |  |

| 20 de noviembre de 2021 | Polonia | 37 - 25 | Suiza | Stadionie Miejskim, Varsovia |  |
|                         |         | Reporte |       |                              |  |

| n/a | Bélgica | 28 - 0  | Ucrania |  |  |
| |         | Reporte |         |  |  |
| El partido estaba planificado para el 12 de febrero de 2022, pero fue cancelado por la Crisis entre Ucrania y Rusia. |         |         |         |  |  |

| 19 de febrero de 2022 | Alemania | 26 - 33 | Bélgica | Fritz Grunebaum Sportpark, Heidelberg |  |
|                       |          | Reporte |         |                                       |  |

| 12 de marzo de 2022 | Suiza | 22 - 18 | Bélgica | Stade des Cherpines, Geneva |  |
|                     |       | Reporte |         |                             |  |

| 19 de marzo de 2022 | Bélgica | 41 - 11 | Polonia | Stade Nelson Mandela, Bruselas |  |
|                     |         | Reporte |         |                                |  |

| 19 de marzo de 2022 | Alemania | 34 - 25 | Suiza | Sportzentrum Martinsee, Heusenstamm |  |
|                     |          | Reporte |       |                                     |  |

| 26 de marzo de 2022 | Lituania | 17 - 29 | Bélgica | Regbio stadionas, Šiauliai |  |
|                     |          | Reporte |         |                            |  |

| 9 de abril de 2022 | Polonia | 43 - 10 | Lituania | Narodowy Stadion Rugby, Gdynia |  |
|                    |         | Reporte |          |                                |  |

| n/a | Alemania | 28 - 0  | Ucrania |  |  |
| |          | Reporte |         |  |  |
| El partido estaba planificado para el 16 de abril de 2022, pero fue cancelado por la Guerra entre Ucrania y Rusia. |          |         |         |  |  |

| n/a | Ucrania | 0 - 28  | Suiza |  |  |
| |         | Reporte |       |  |  |
| El partido estaba planificado para el 30 de abril de 2022, pero fue cancelado por la Guerra entre Ucrania y Rusia. |         |         |       |  |  |